# Baranda (Burgos)
Baranda de Merindad de Montija es una localidad y una Entidad Local Menor (EATIM) situada en la  provincia de Burgos,  comunidad autónoma de  Castilla y León (España), comarca de Las Merindades,  partido judicial de Villarcayo, ayuntamiento de Merindad de Montija.

## Geografía
Es un pueblo situado en el norte de la provincia de Burgos (a 86 kilómetros de la capital), en la cuenca del río Trueba, atravesado por la carretera autonómica  CL-629  (km 75), que comunica Sotopalacios con El Berrón de Mena, y por la carretera provincial  BU-V-5422  desde Espinosa de los Monteros. Además, hay un camino rural asfaltado desde Bárcena de Pienza.
| Noroeste: Quintanahedo | Norte: Villalázara        | Noreste: Barcenillas       |
| Oeste: Bedón           |                           | Este: Revilla de Pienza    |
| Suroeste Gayangos      | Sur: Lagunas de Antuzanos | Sureste: Bárcena de Pienza |

Tiene un clima mediterráneo continentalizado muy ventilado por estar sobre una baranda (del sánscrito: वरण्ड [varanda] ‘mirador’ > del hindi: बरामदा [baramda] ‘veranda’; del bengalí: বারান্দা [baranda] ‘balcón’) que domina el páramo de Montija desde una pequeña estribación del alto Bedón (1088 m s. n. m.).

También hay unas fuentes de aguas sulfurosas y ferruginosas.

## Demografía
Evolución de la población
| Gráfica de evolución demográfica de Baranda entre 2000 y 2020      |
|                                                                    |
| Población de derecho (2000-2019) según el padrón municipal del INE |

## Historia

### Edad Media
«Este logar es solariego y abadengo [...] de fijos e de nietos de sancho [como Sainz de Varanda] e non de otros». En 1009, «el conde Fernando Ermegíldez y su hermano Nuño entregan a San Millán el monasterio de San Emeterio y Celedonio de Taranco: [apócrifo] in Baranda, I solare». «Patronato de los Condes de Castilla, [en 1011] diòla don Sancho García al Monasterio de San Salvador de Oña».

### Edad Moderna
Deja de ser encartación y queda como «realengo» en la Merindad de Montija: primero, en el partido de Castilla la Vieja en Laredo; después, en el Corregimiento de las Merindades de Castilla la Vieja, cuya capital es Villarcayo —dos de los catorce partidos que formaban la Intendencia de Burgos durante el periodo comprendido entre 1785 y 1833, tal como se recoge en el Censo de Floridablanca de 1787—, jurisdicción con regidor pedáneo.

### Edad Contemporánea
A la caída del Antiguo Régimen queda agregada al ayuntamiento constitucional de Merindad de Montija como junta administrativa, en el partido de Villarcayo, perteneciente a la región de  Castilla la Vieja.
Así se describe a Baranda en el tomo III del Diccionario geográfico-estadístico-histórico de España y sus posesiones de Ultramar, obra impulsada por Pascual Madoz a mediados del siglo XIX:

Lugar en la provincia, diócesis, audiencia territorial y capitanía general de Burgos (13 ½ leguas), partido judicial de Villarcayo (1 ½), ayuntamiento de la merindad de Montija, cuyas reuniones son en Villasante; Situado en la cúspide de una loma aplanada y aislada, por lo que se ve combatido por todos los vientos, disfrutando de clima sano; tiene 25 casas de 16 a 20 pies de elevación con piso alto; todas forman un cuerpo de población dividiéndolas las carretera nueva que dirige de Burgos a Bercedo; 1 iglesia parroquial (San Justo), servida por 1 cura que provee por oposición en patrimoniales al diocesano; y 1 fuente de buenas aguas. Los niños asisten a la escuela de Gayangos o Villalázara. Confina el término por N con el antedicho Villalázara, por E con Barcena de Pienza y Quintanilla, por S con Gayangos, y por O con Quintanahedo y Cuestahedo, todos a la distancia de ½ hora poco más o menos. En la sierra se encuentran algunas cabañas de pasiegos que las habitan solo en el verano. El terreno es parte arcilloso y parte arenoso y cascajoso; se divide en 3 suertes; la primera comprenderá unas 80 fanegas de sembradura, 100 la segunda y 120 la tercera, algunas de las que se riegan con las aguas de un arroyo que marcha de O a E a 6 minutos N del pueblo, con curso perenne y de cauce poco profundo. Como se dijo anteriormente, atraviesa el lugar el camino nuevo que conduce de Burgos a Bercedo, los demás son de pueblo a pueblo; Producciones: cereales, legumbres y alguna hortaliza; por un quinquenio resultan 600 fanegas de trigo al año, 460 de maíz, 450 de centeno, y 480 de alubias, garbanzos, titos, habas y lentejas; cría ganado lanar, vacuno, cabrío, caballar y mular, y caza de liebres, perdices, corzos, zorros, lobos y osos. La industria y comercio se reduce a 1 herrero para la fabricación de herramientas de labranza, y exportación de ganados e importación de granos. Población: 8 vecinos, 30 almas. Capital productivo: 99.900 reales. Imponible: 9.201. El presupuesto municipal se cubre con el valor de una heredad de 1 fanega de sembradura, 150 a 200 reales en que se remata la taberna, 2 pedazos de terreno con el nombre de ejidos que contienen 11 millones de varas cuadradas superficiales, y además otro sitio común a toda la merindad llamado la Sierra o Somo, cuya extensión es de 4 leguas cuadradas, con árboles, arbustos y yerbas de pasto.
Diccionario geográfico-estadístico-histórico de España y sus posesiones de Ultramar

## Parroquia

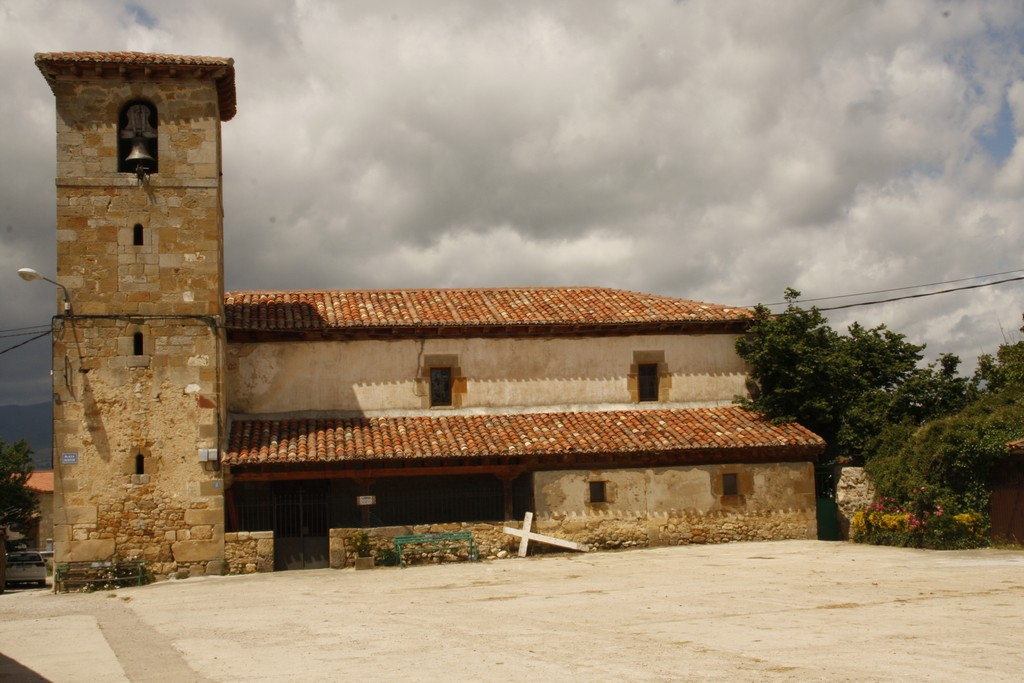
Iglesia de El Salvador

La iglesia parroquial de El Salvador depende de la de Espinosa de los Monteros, en el Arciprestazgo de Merindades,  Archidiócesis de Burgos. Antiguamente sucedía lo mismo, al haber estado en Espinosa de los Monteros la sede del arciprestazgo y en Baranda la sede de una de sus parroquias dependientes. Hasta la subsunción del Arciprestazgo de Merindades de Castilla la Vieja, con sede en Villarcayo, en el de Merindades, con sede en Medina de Pomar, el resto de parroquias de la Merindad de Montija dependieron de la de Baranda. En la Plaza Mayor, al lado de la iglesia, se encuentra la casa sacerdotal.